# Batalla de Kumkale
La batalla de Kumkale fue una batalla de la I Guerra Mundial entre el Imperio Otomano y las tropas de Francia. Era una parte de la Campaña de Gallipoli

## Antecedentes
Tras el fracaso de la flota de los aliados en las operaciones navales en la campaña de los Dardanelos, el 18 de marzo de 1915 , los Aliados decidieron capturar emplazamientos en ambos lados del estrecho, para silenciar a los artilleros otomanos situados en las colinas . Para este propósito, una gran fuerza de aterrizaje compuesto de británicos, franceses y divisiones Anzac fue organizada.

## El desembarco en Kumtepe
El bombardeo naval comenzó a las 5.15 del 25 de abril de 1915 por las naves de batalla, Jauréguiberry francés Henri IV, Jeanne d'Arc y el acorazado ruso Askold, el blanco del bombardeo fue el pueblo de Kumkale, situado en el extremo meridional de la Anatolia del estrecho. A las 10.00 la primera de las tropas francesas (10ª y 11ª compañías Senegalesas) aterrizó en Kumkale. Solo hubo un pelotón otomano. Hacia la noche el regimiento francés formó una cabeza de puente en Kumkale.

## Bombardeo de Beşige
Beşige es una playa situada a unos 10 kilómetros (6,2 millas) al sur de Kumkale, es decir, lejos de los estrechos. Pero mirando hacia la isla de Bozcaada era un conveniente lugar de desembarco y la armada francesa intentó hacer otro desembarco, pero tras el bombardeo inicial, el proyecto fue abandonado y las tropas fueron retiradas.

## Enfrentamientos en Kumkale
A causa del bombardeo en Beşige, y el temor de otro desembarco, la mayoría de la 11ª División otomano no se pudo desplegar en Kumkale. Pero el Teniente Coronel Nurettin Bey, comandante del 39º regimiento otomano, atacó dos veces durante la noche, lo que resultó en un fracaso. Por la mañana, el 39º regimiento finalmente derrotó a las fuerzas francesas. Sin embargo,  la Marina abrió fuego, lo que ocasionó graves bajas al lado otomano. El regimiento otomano se retiró para reorganizarse. Por otra parte, después de la retirada francesa de Beşige, la 11ª División estaba también preparada para atacar. Hamilton ordenó retirarse de las posiciones en Anatolia en la noche del 26/27 de abril, y Kumkuyu fue evacuada por las fuerzas francesas.

## Resultado
El resultado es inconcluso. Del lado francés se retiraron y no podía lograr silenciar la artillería otomana. Sin embargo, fueron capaces de retrasar la transferencia de tropas Otomanas al lado europeo durante al menos un día.